# Телецкое
Теле́цкое, или Теле́цкое о́зеро (алт. Алтын Кӧл, каз. Алтынкөл, монг. Алтын нуур[страница не указана 795 дней], оба[уточнить] — в переводе «Золото́е о́зеро») — озеро на северо-востоке Алтайских гор (в Турочакском и Улаганском районах Республики Алтай РФ). Входит в список Всемирного культурного и природного наследия ЮНЕСКО в составе комплексного объекта «Золотые горы Алтая». Один из центров туризма и отдыха Алтая. Высота над уровнем моря — 434 м.

## Этимология
В русском языке озеро известно с XVI века под названием Телецкое (Телесское, Тележское), которое в свою очередь образованно от этнонима телесы — так называлась одна из родоплеменных групп алтайцев, обитавшая на берегах этого озера (в литературе распространено ошибочное мнение, что название произошло от слова «телеуты»). Алтайский краевед Тигрий Георгиевич Дулькейт приписывает присвоение озеру русского названия Петру Собанскому, предводителю отряда казаков, сумевшего добраться до озера в 1633 году. Сами же местные народности издревле озеро назвали Алтын-Кёль (Алтын-Коль, Алтынколь, Алтын-Куль, Алтынкуль), а соседнюю гору Алтын-ту, где алтын — «золото», куль — «озеро», ту — «гора», то есть Алтын-Куль — «золотое озеро». Тубалары, населявшие берега озера, именовали его Ячаварай — «Алмазный скипетр». Монголы называют озеро Алтан-нуур или Алтын-Нор, в китайской географии оно известно как Алтай или Артай.

## Физико-географическая характеристика

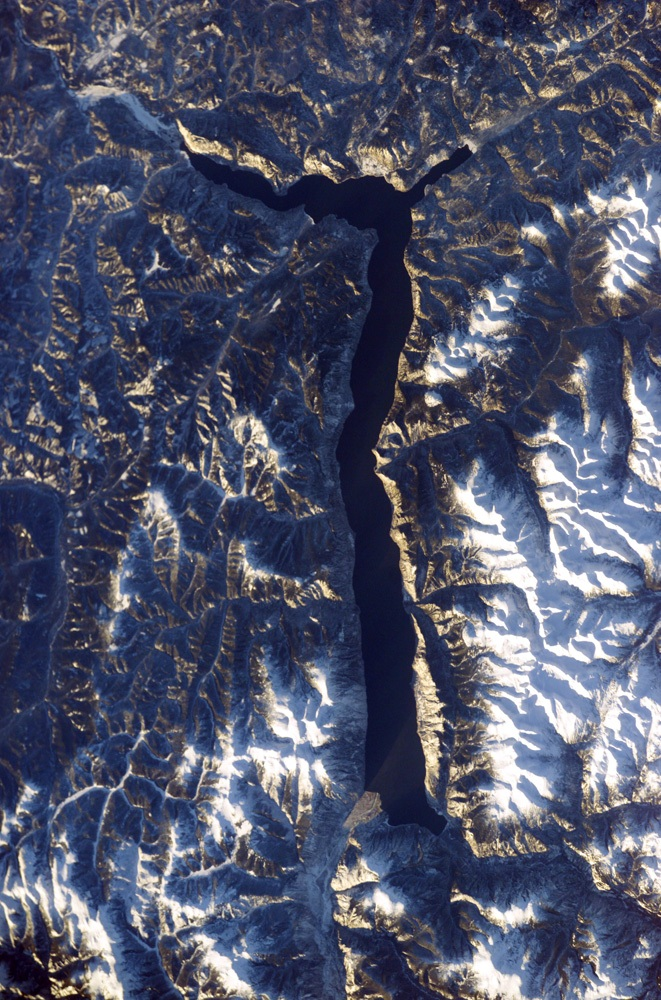
Снимок озера из космоса (10 декабря 2003 года, НАСА)

Учёные в начале изучения водоёма не могли прийти к единому мнению по поводу его происхождения. Довольно долгое время существовали две гипотезы происхождения озёрной долины: тектоническая и ледниковая. После открытия в посёлке Яйлю в 1965 году Телецкой озёрной станции началось более детальное изучение географии, геологии и геофизики района. По последним данным формирование впадины Телецкого озера, расположенного на границе Горного Алтая и Западного Саяна, связано с древними и молодыми геологическими структурами обеих горных систем. Максимальная глубина озера составляет, по разным данным, 323—325 метров, средняя глубина — 181 метр. Площадь озера 223 км кв. При длине озера 78,6 км и средней ширине 2,89 км (максимальная ширина 5,2 км) объём пресной воды в Телецком озере составляет 41,06 кубических километров.
Была подтверждена гипотеза о тектоническом происхождении Телецкого озера. Моделирование полученных результатов позволило проанализировать образование впадины озера, которое проходило в два этапа. Первый этап учёные отнесли к раннечетвертичному периоду, когда в результате активизации основных разломных зон региона сформировалась южная часть озера. В позднем плейстоцене — голоцене создались геодинамические условия, при которых произошло растяжение бассейна и сформировалась северная часть. На это ушло менее 1 миллиона лет, что, по геологическим меркам, соответствует очень молодому возрасту водоёма, тогда как, например, возраст Байкала — около 20 млн лет.
На дне озера, в месте стыка меридиональной и широтной частей, учёные обнаружили подводный хребет, который поднимается со дна озера на высоту 211 метров.
Гипотеза о ледниковом происхождении озера не нашла подтверждения.
С севера озеро ограничивает невысокий хребет Торот, а с запада и юго-запада хребты Алтынту, Сумультинский и Иолго с абсолютными высотами 2000—2500 м. На востоке лежат хребты Корбу и Абаканский, с юга к озеру примыкает край обширного Чулышманского нагорья. Все эти хребты имеют широкие приводораздельные ступени — слабо расчленённые пенеплены, возвышающиеся над урезом озера на сотни метров крутыми, часто — отвесными, уступами, по которым в озеро падают многочисленные водопады. Телецкое озеро занимает пятое место в России среди самых глубоких озёр. Северная часть вытянута в широтном направлении; южная, сделав поворот почти на 90 градусов, — в меридиональном.
Впадает в озеро около 70 рек и 150 временных водотоков, причём 70 % всей воды даёт река Чулышман, впадающая с юга. В дельте Чулышмана расположен крупнейший остров озера — Камаин. Отдавая свои воды реке Бие (98 % водостока), озеро в значительной мере обеспечивает питание Оби. Берега Телецкого озера почти везде круты и обрывисты, прорезаны ущельями, имеют живописные бухты. Есть два больших залива, Камгинский и Кыгинский, являющихся естественными нерестилищами для обитающих в озере рыб; на севере и юге озеро оканчивается широкими плёсами.

### Климат
Климат в долине Телецкого озера континентальный; причём в противоположных оконечностях климатические характеристики довольно сильно отличаются друг от друга. Например, в южной части Телецкого озера в среднем на 4—6 градусов теплее; в северной части кроме этого выпадает в два раза больше осадков (до 1000 мм), чем в южной (450—500 мм).
Зимой широтная часть Телецкого озера (от Артыбаша до мыса Ажи, более узкая и мелкая) покрывается льдом, а меридиональная, глубокая, замерзает редко, в среднем раз в три года. Лёд на Телецком очень прозрачный, возле берегов на глубине 5—6 метров свободно просматривается дно.
Для озера в весенний и осенний периоды характерны ветра, поднимающие сильное волнение, и прибой, делающий практически невозможной навигацию и высадку на берег с плавсредств. «Низовка» — ветер, дующий в широтном направлении со стороны Артыбаша. «Верховка» — ветер, дующий в меридиональном направлении со стороны устья Чулышмана. Кроме этого, в ночное время из боковых ущелий и заливов, выходящих в основную акваторию озера, дуют ночные горные ветры — таны, наиболее известны из которых «Клык» (у Яйлю), «Камга», «Кокши», «Кыга», «Ян-Чили» и «Колдор».
Меридиональная часть озера и долина его главного притока Чулышмана на протяжении 40-50 километров являются самым тёплым местом Южной Сибири (по среднегодовым и среднемесячным температурам воздуха в осенне-зимний период).

### Флора и фауна
В Телецком озере обитает четырнадцать видов рыб, среди которых: таймень, телецкий хариус, ускуч (ленок), телецкий сиг, сиг Правдина, окунь, налим и др.
Основу флоры на берегах озера составляют хвойные деревья: кедр сибирский, пихта сибирская, ель, сосна, лиственница сибирская. Западный берег и вся широтная часть бассейна покрыты темнохвойной тайгой с преобладанием кедра сибирского, пихты с небольшой примесью лиственных пород.
Населённые пункты на берегах Телецкого озера: Артыбаш, Иогач, Яйлю.
Правый берег озера — территория Алтайского государственного природного заповедника (АГПЗ). Кордоны заповедника на берегах Телецкого озера: Беле, Чири, Байгазан, Камга, Кокши, Челюш, Колдор, Ижон.

## Туризм
Телецкое озеро — одно из самых посещаемых туристами мест в Республике Алтай. Отдыхающих принимают 18 турбаз и кемпингов. Проводятся пешеходные, водные, велосипедные, воздушные и автомобильные экскурсии. Кроме того, многие туристы приезжают на озеро для занятия рыбалкой.

В советское время очень популярным был 77 маршрут. В состав маршрута, кроме пешей части, входили три дня на шлюпках по озеру. По озеру выполняет регулярные рейсы теплоход «Пионер Алтая».

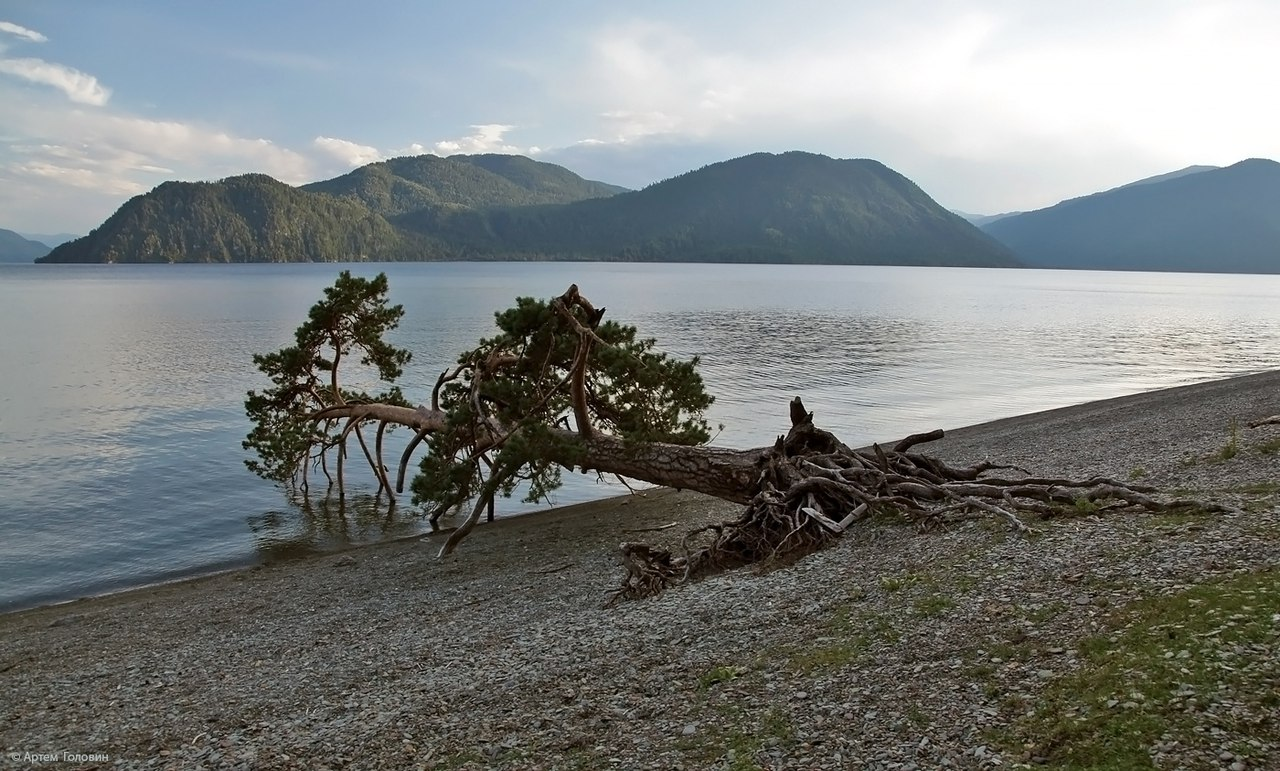
«Поклонная» сосна у села Яйлю

Из посёлков на северной оконечности озера (Артыбаш, Иогач) в сезон навигации ходят катера и моторные лодки до нескольких местных достопримечательностей:

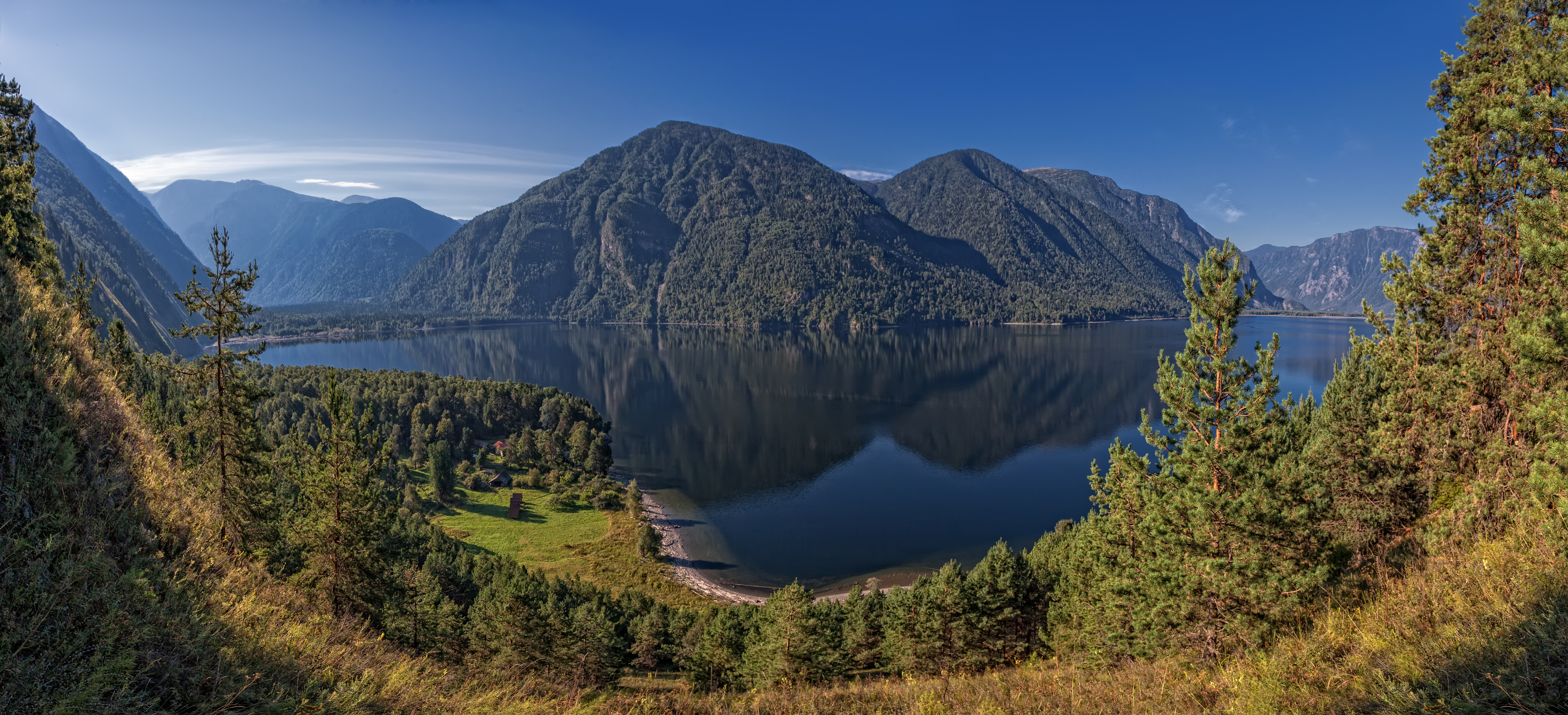
Кыгинский залив Телецкого озера

- Водопад Корбу (Посещение с разрешения администрации АГПЗ. Оформляется на месте.)
- Каменный залив. По местной легенде — круглая воронка от метеорита на левом берегу. В действительности имеются признаки, указывающие на ледниковое происхождение объекта (древний моренный вал, обрамляющий образованное им небольшое каровое углубление — озеро).
- Дельта Чулышмана.
- Водопад Киште.
- Поклонная сосна Яйлю[34] (Эта сосна упала много лет назад. Всю землю из корней у неё вымыло штормами. Но она до сих пор держится за жизнь и с тех пор некоторые её ветви стали похожи на молодые сосны)

В нескольких местах на озере можно посетить живописные гроты.

## История изучения и освоения озера
Русские отряды появляются на берегах озера уже в начале XVII века. В 1633 и 1642 годах отряды сына боярского П. Сабанского достигли Телецкого озера, где вступили в стычку с местными жителями.
В первой половине XIX века на Телецком побывали исследователи: в 1745 году — П. И. Шелегин в составе рудоискательной экспедиции; поисковая партия учёного и геолога Б. И. Клюге; геолог Г. П. Гельмерсен в 1834 году и другие. Одной из основных целей исследователей было посещение Телецкого озера. Гельмерсеном в 1840 году была составлена карта озера с 26-ю притоками.
В северо-западной части озера, примерно в 6 километрах от истока реки Бии, в селе Артыбаш, расположен Телецкий научный стационар Института систематики и экологии животных СО РАН. На его базе ведутся исследования мелких млекопитающих, их паразитофауны, ихтиоценоза и зоопланктона Телецкого озера. Рядом находится научно-производственная спортивно-оздоровительная база Горно-Алтайского государственного университета. Уже более 50 лет на озере проводит комплексные исследования Томский государственный университет. Много лет здесь работают экологи Института водных и экологических проблем СО РАН, а также геологи и археологи СО РАН. Геоморфологи и геологи изучают геологическое строение бассейна Телецкого озера, его палеогеографию, выясняют его возраст и происхождение.
Золото в коренном залегании и в россыпях известно на Алтае давно. Недавно удалось установить новый поисковый критерий на россыпи. Основанием для его открытия послужили палеогляциологические исследования последних лет и теоретические модели дилювиального морфолитогенеза. Дилювиальные отложения надёжно консервируют озёрные глины, под которыми в большинстве случаев залегает золотоносные слои мел-палеогенового возраста как датируется по известнякам
Результаты крупномасштабных поисковых маршрутов томских геоморфологов на обширных приводораздельных пространствах верховьев всех рек северной и западной частей бассейна Телецкого озера, которые включали в себя исследование обнажений, проходку шурфов, канав и бурение неглубоких (до 15 м) скважин, позволили говорить о закономерности и надёжности нового критерия. Первые датировки, полученные радиоуглеродным методом по ленточным глинам на плоских водоразделах («почти равнине», по Гранэ), дали абсолютный геологический возраст от 15 тыс. лет и моложе. Этот важный факт приводит к неизбежному выводу о крайней юности впадины Телецкого озера — позднечетвертичном (постледниковом) возрасте «последнего вреза» в доледниковый пенеплен.
Кроме этого, в бассейне Телецкого озера обнаружены и уже разрабатываются богатые россыпи золота. Разведаны и новые коренные его источники, а также и многие другие полезные ископаемые.
18 мая 1913 года в Артыбаше спущена на воды Телецкого озера паровая яхта «Шеф».

## Экологическое состояние и охрана
Озеро частично входит в состав Алтайского заповедника и объекта Всемирного культурного и природного наследия ЮНЕСКО под названием «Золотые горы Алтая». С 16 февраля 1996 года имеет статус комплексного памятника природы регионального значения.
Телецкое озеро испытывает повышенную антропогенную нагрузку из-за роста количества туристов, оставленного ими мусора, попадания топлива в воду.
Озеро и водосборный бассейн многих его притоков десятилетиями являются одним из мест падения ступеней ракет, запускаемых с Байконура.
В 2016 году президент Владимир Путин в послании Федеральному собранию призвал разработать программу по охране Телецкого озера как одного из природных символов России.

## Дополнительные фотоматериалы сВикисклада

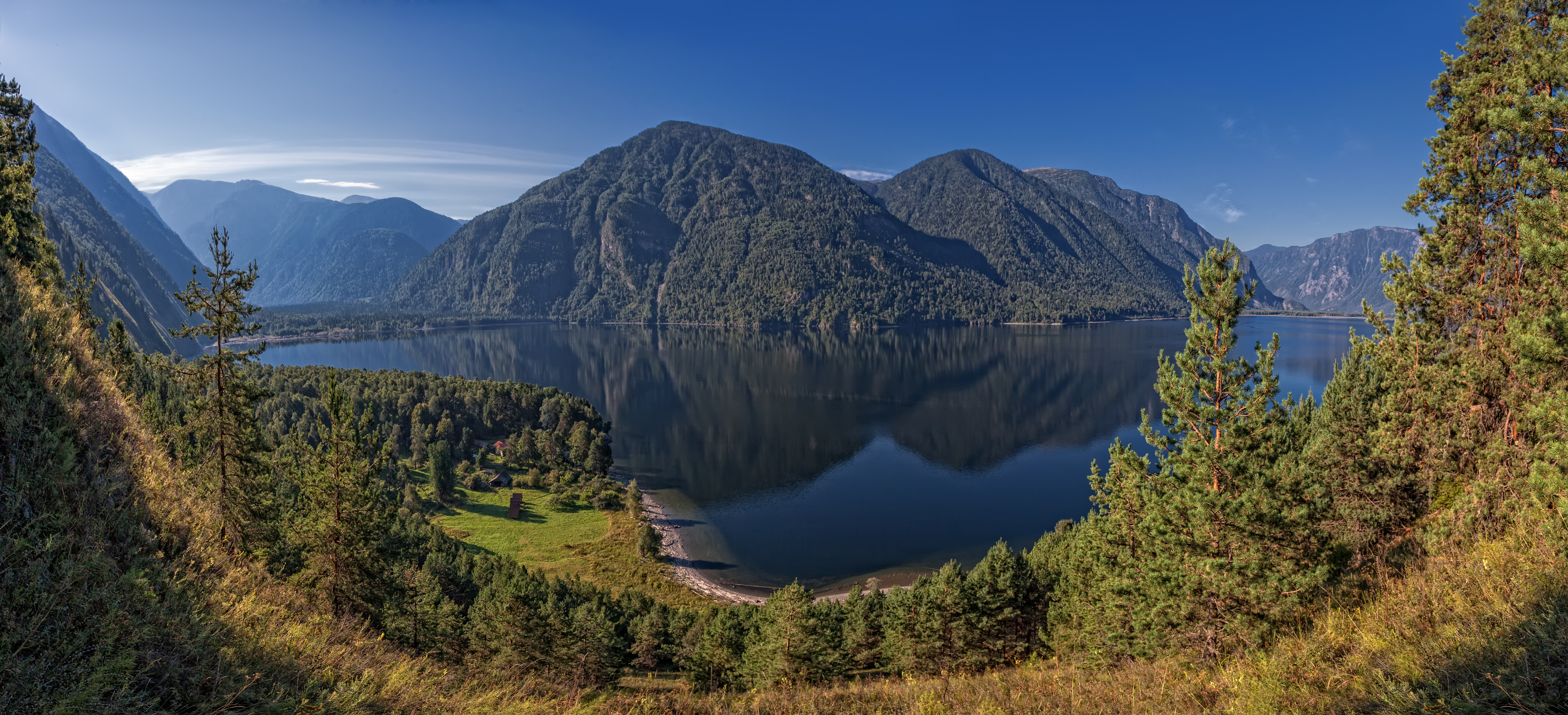
Южный берег Телецкого озера. Залив Кыга
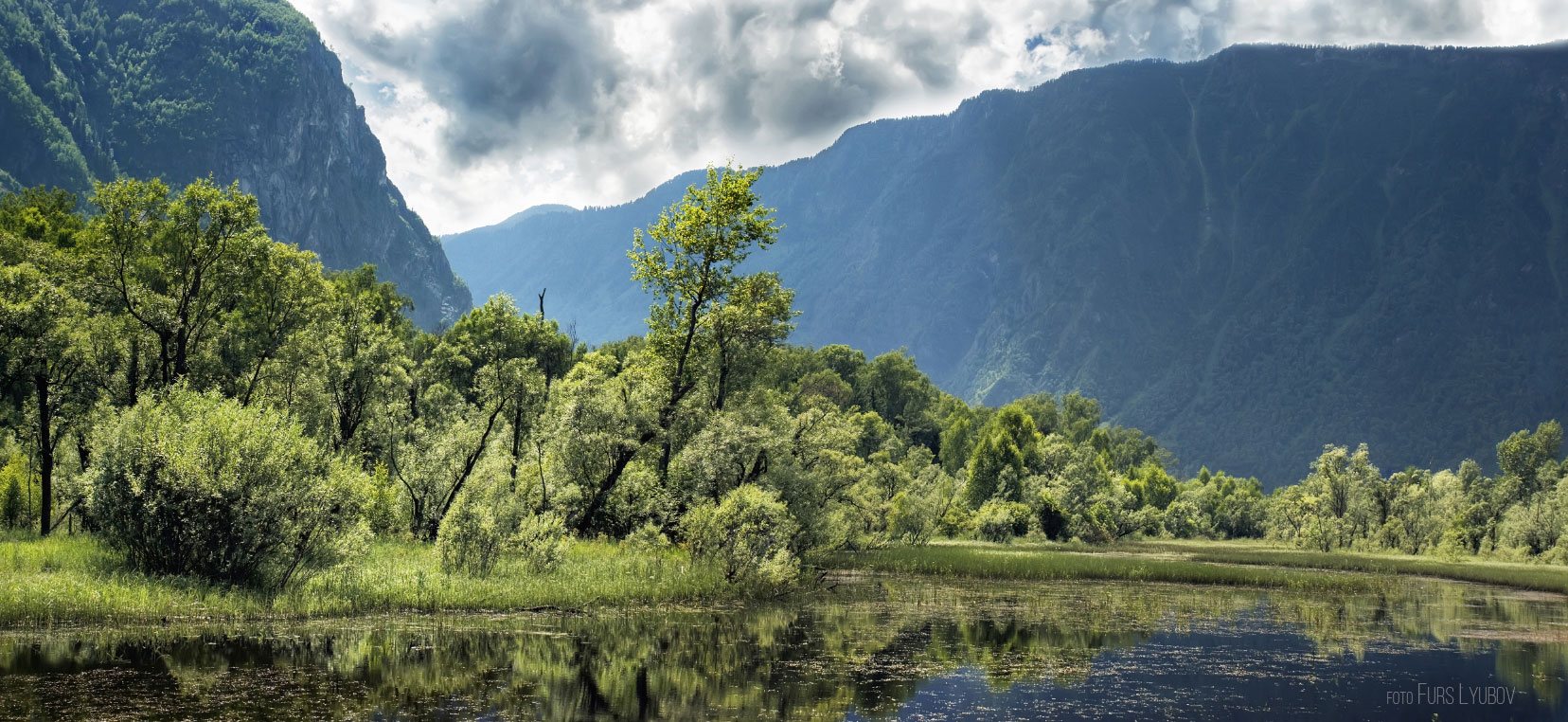
Мыс Кырсай - южный берег Телецкого озера
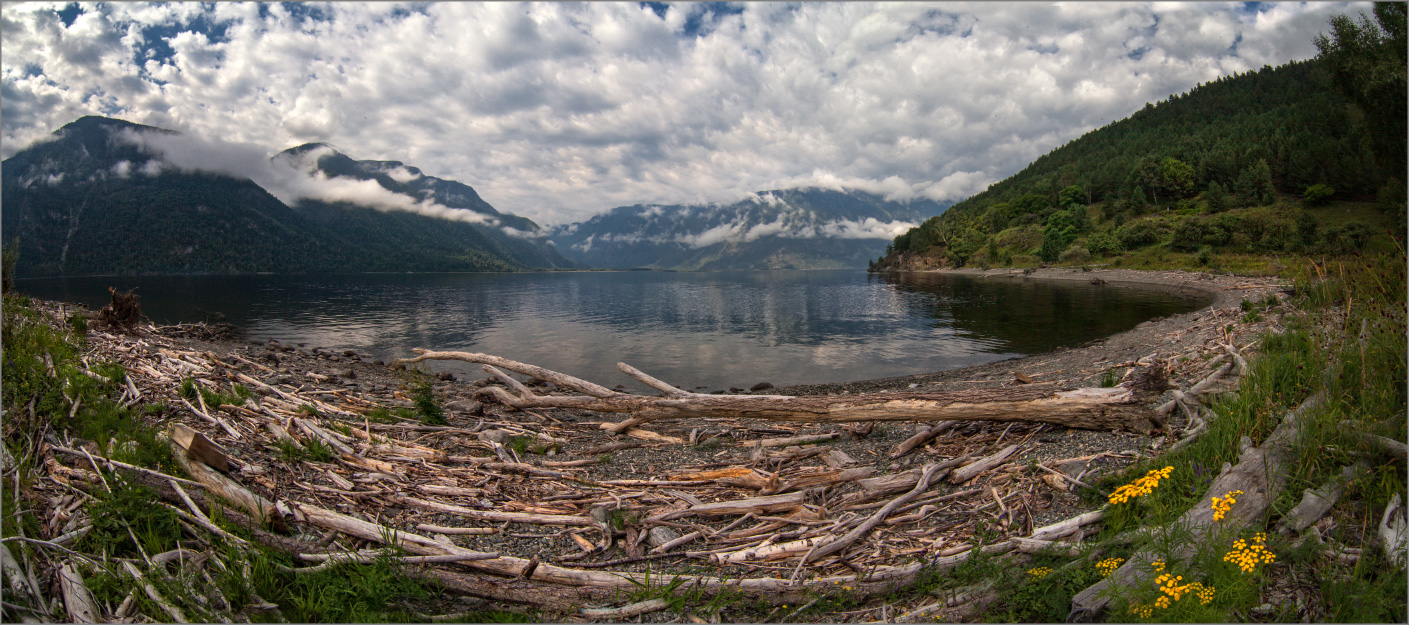
Южный берег Телецкого озера. Залив Кыга
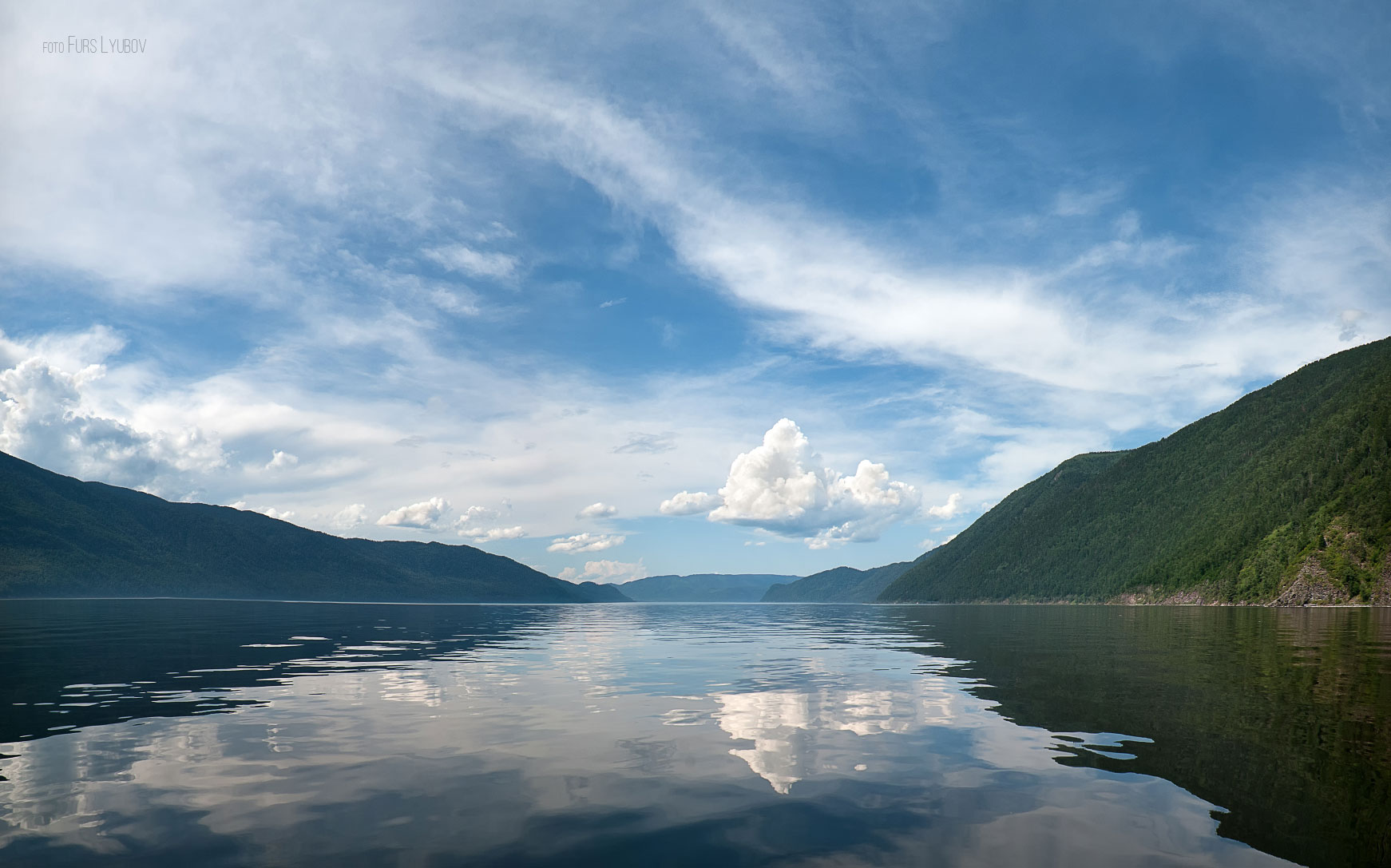
Телецкое озеро - средняя часть.
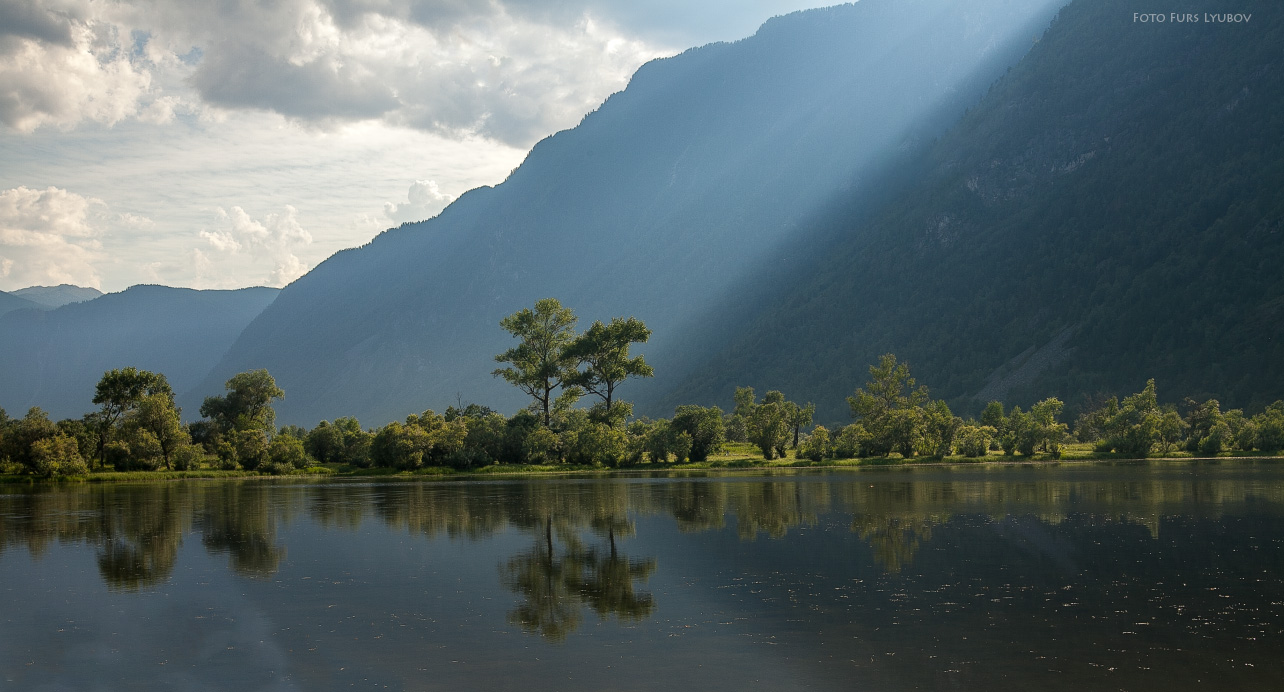
Мыс Кырсай - место впадения реки Чулышман в Телецкое озеро
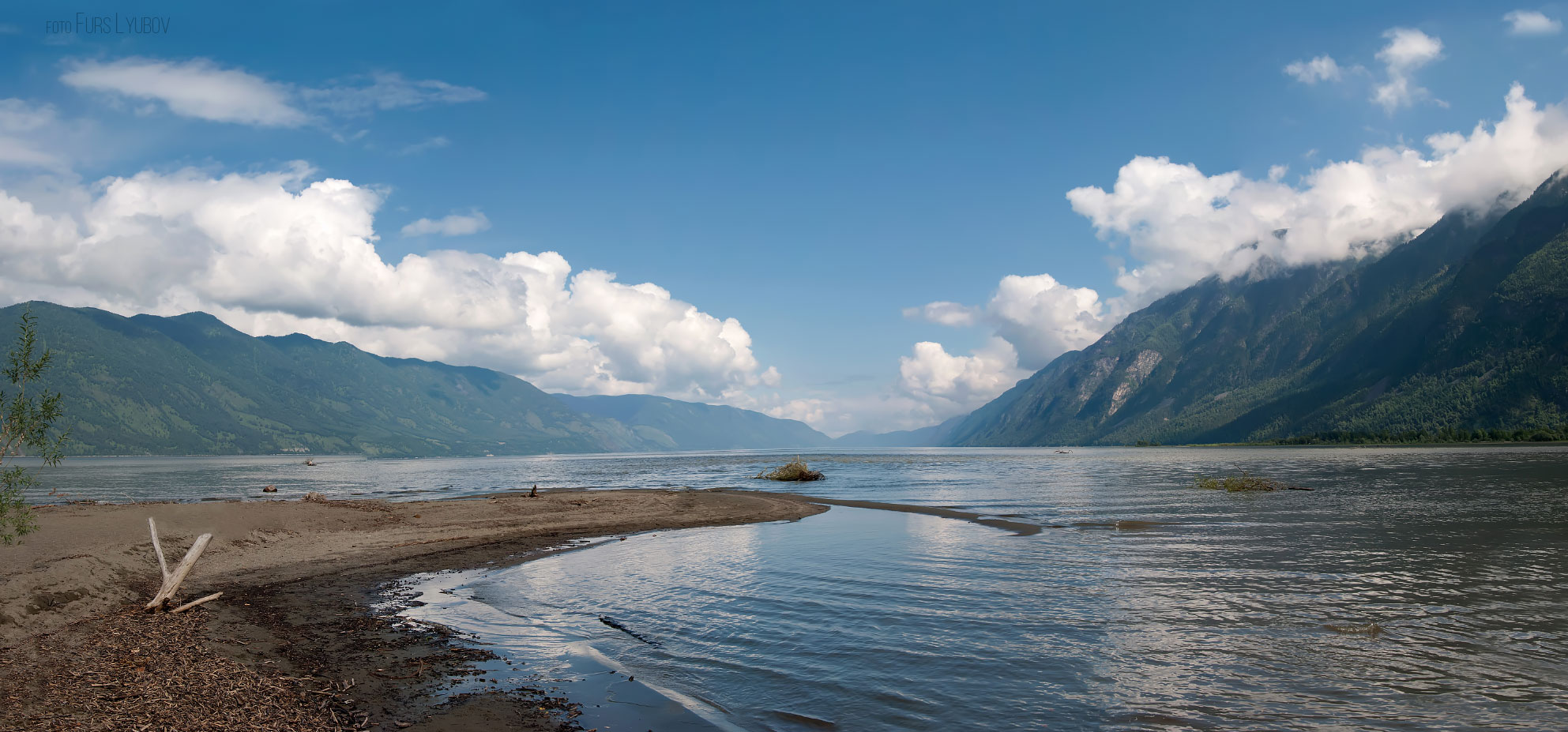
Мыс Кырсай - южная песчаная коса Телецкого озера
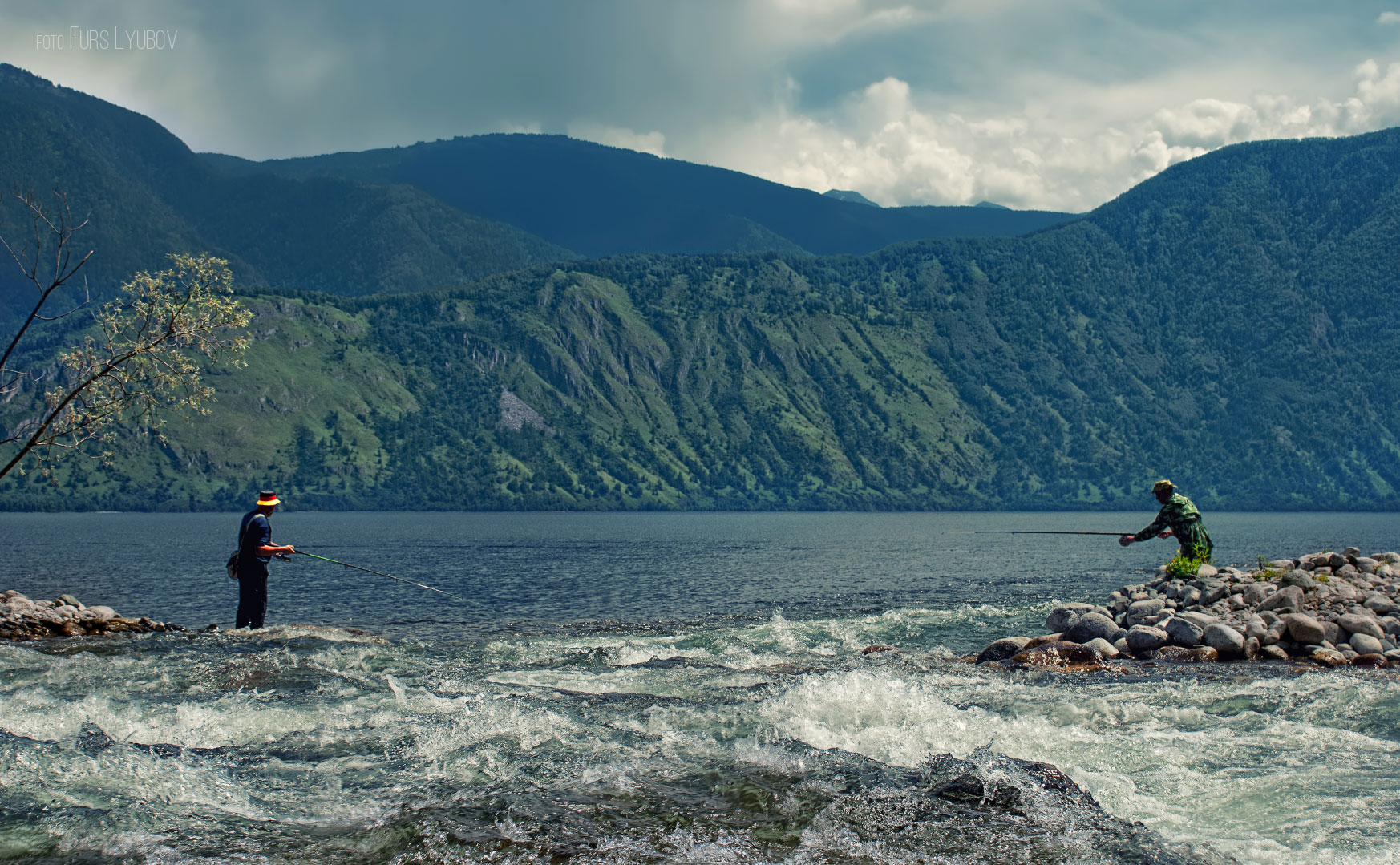
Впадение реки Большая Чили в Телецкое озеро
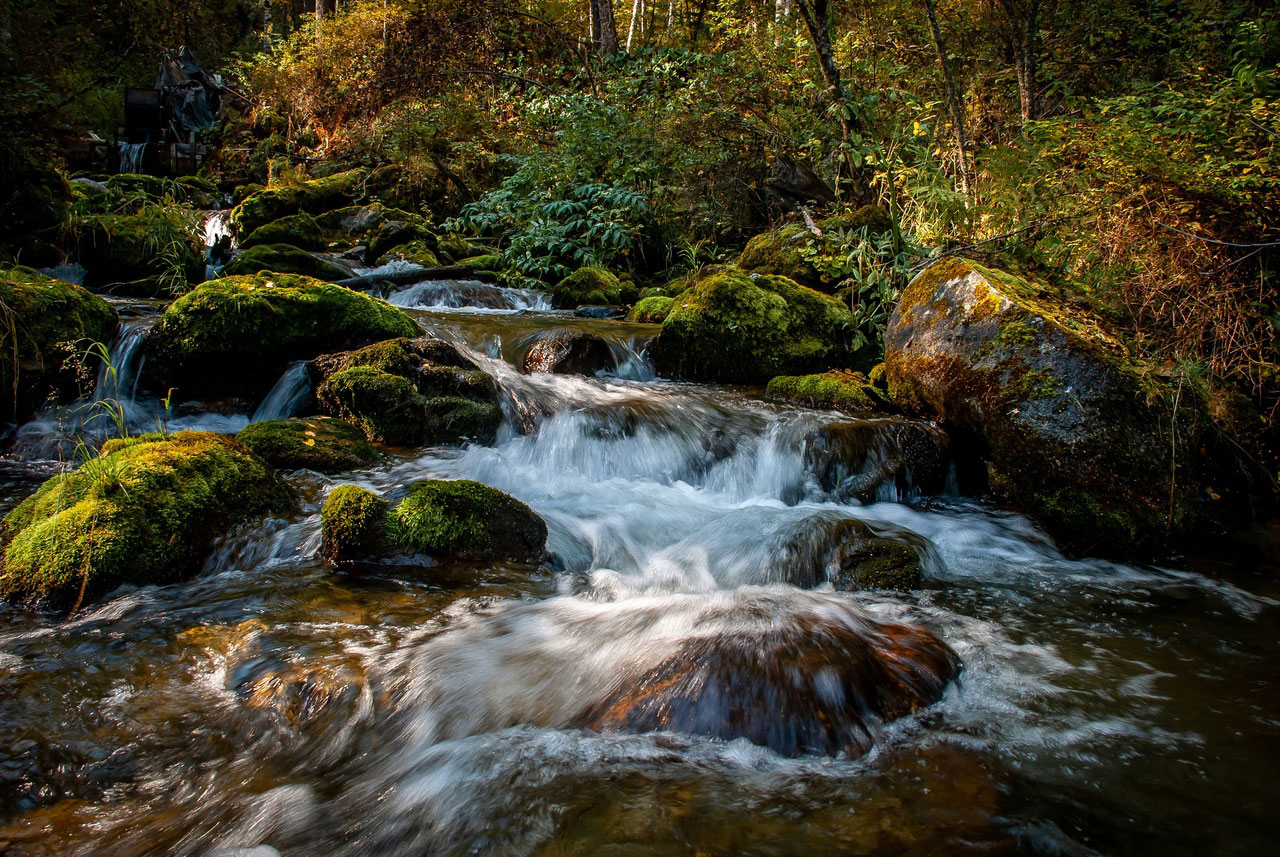
Река Большой Эстюбе.
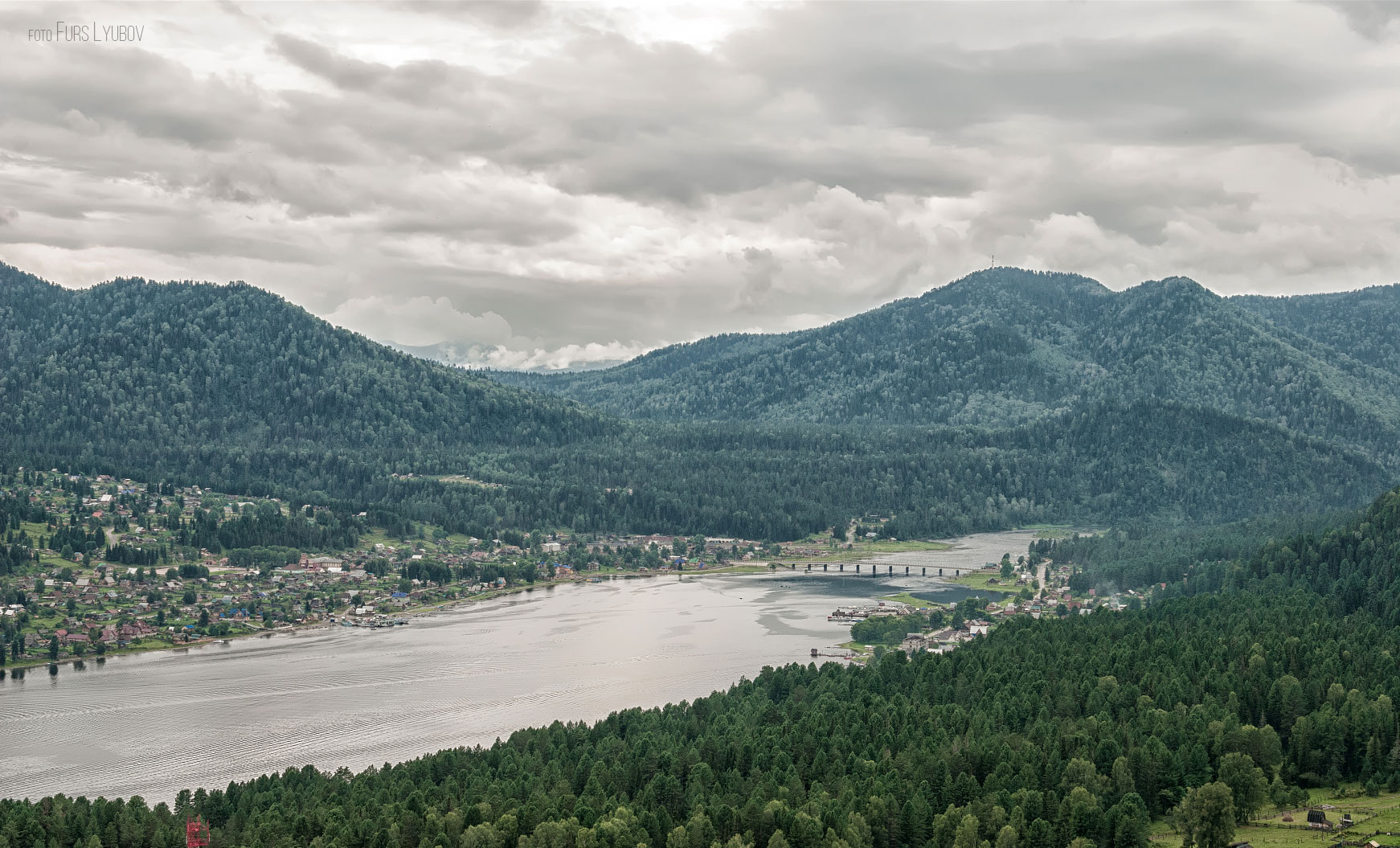
Смотровая площадка Тилан Туу. д. Артыбаш
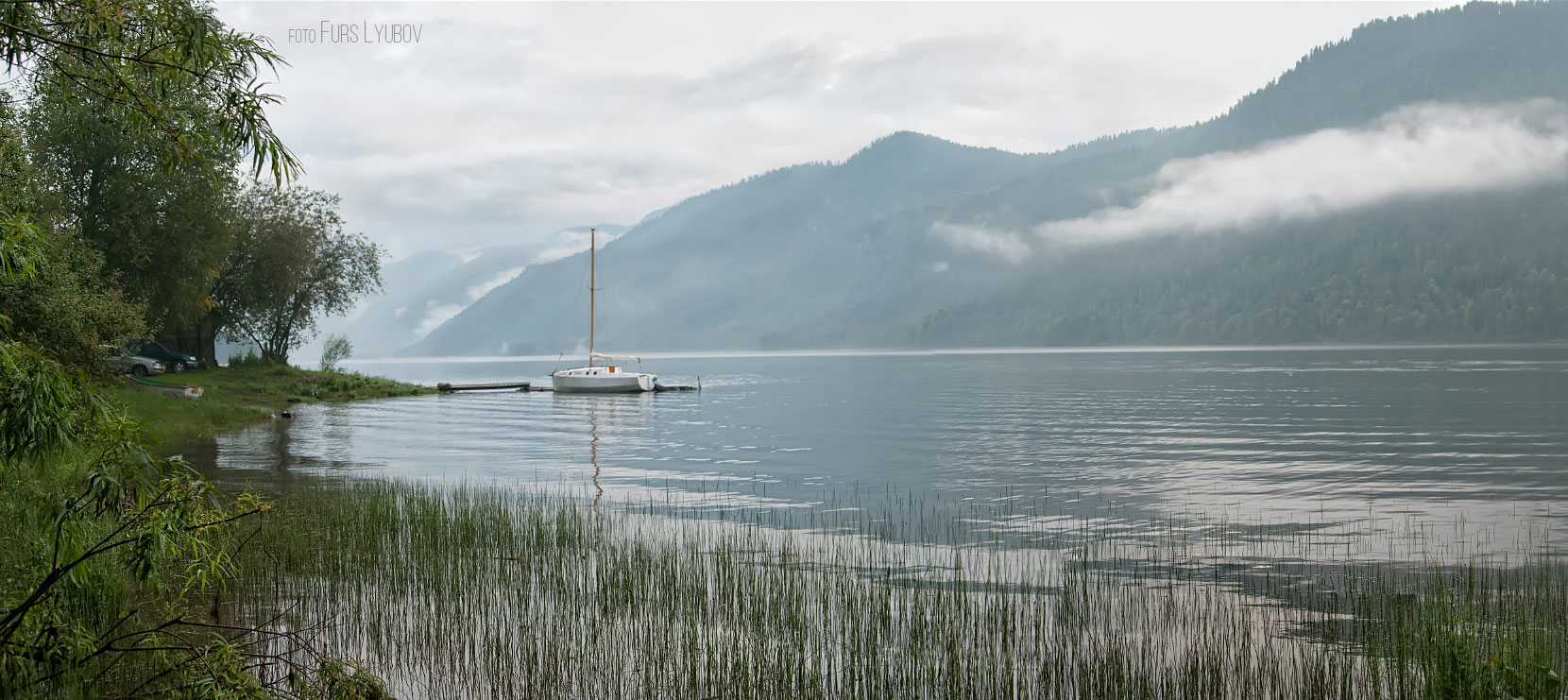
Берег Телецкого озера у деревни Артыбаш
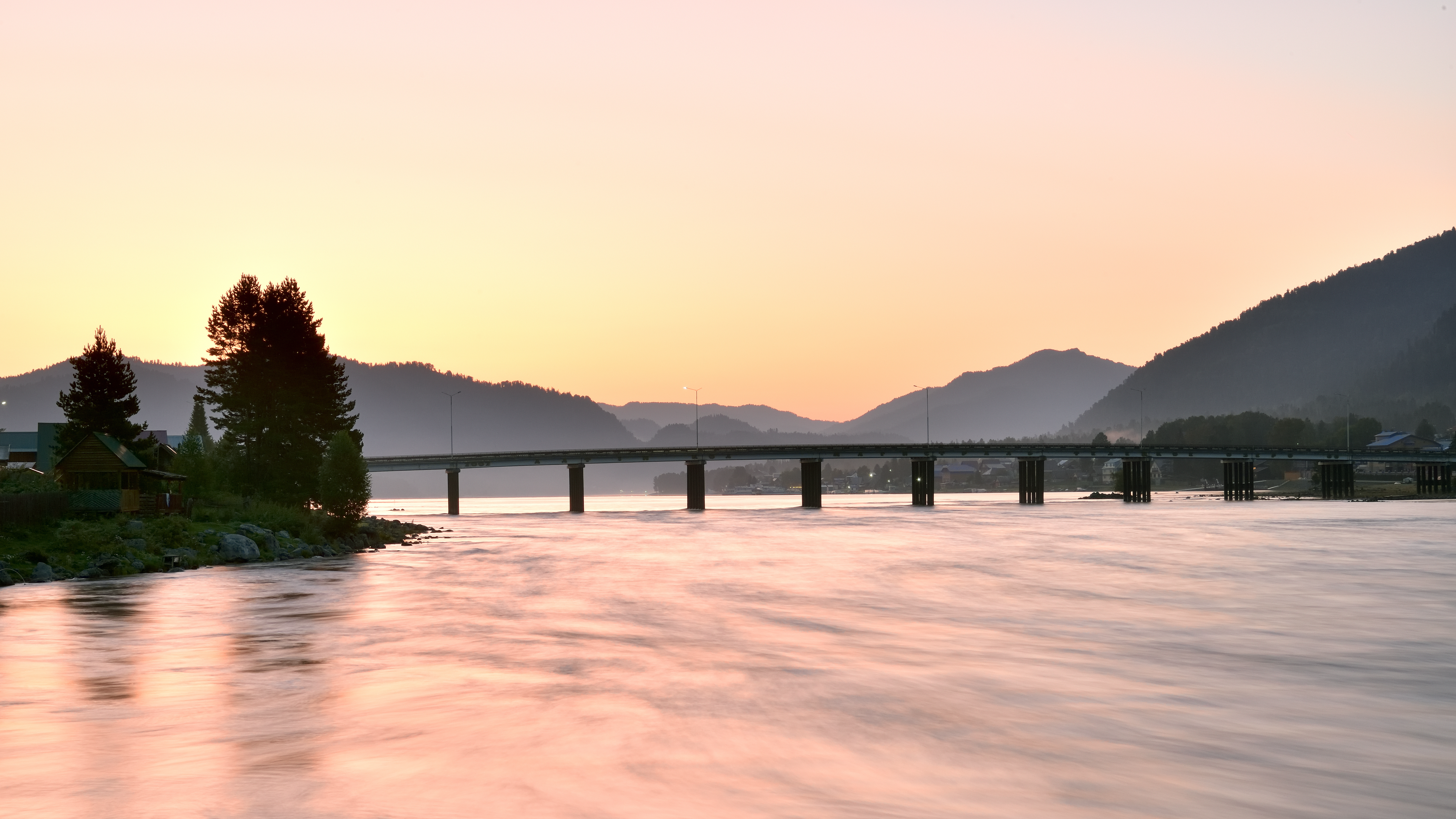
Рассвет над Телецким озером в Артыбаше
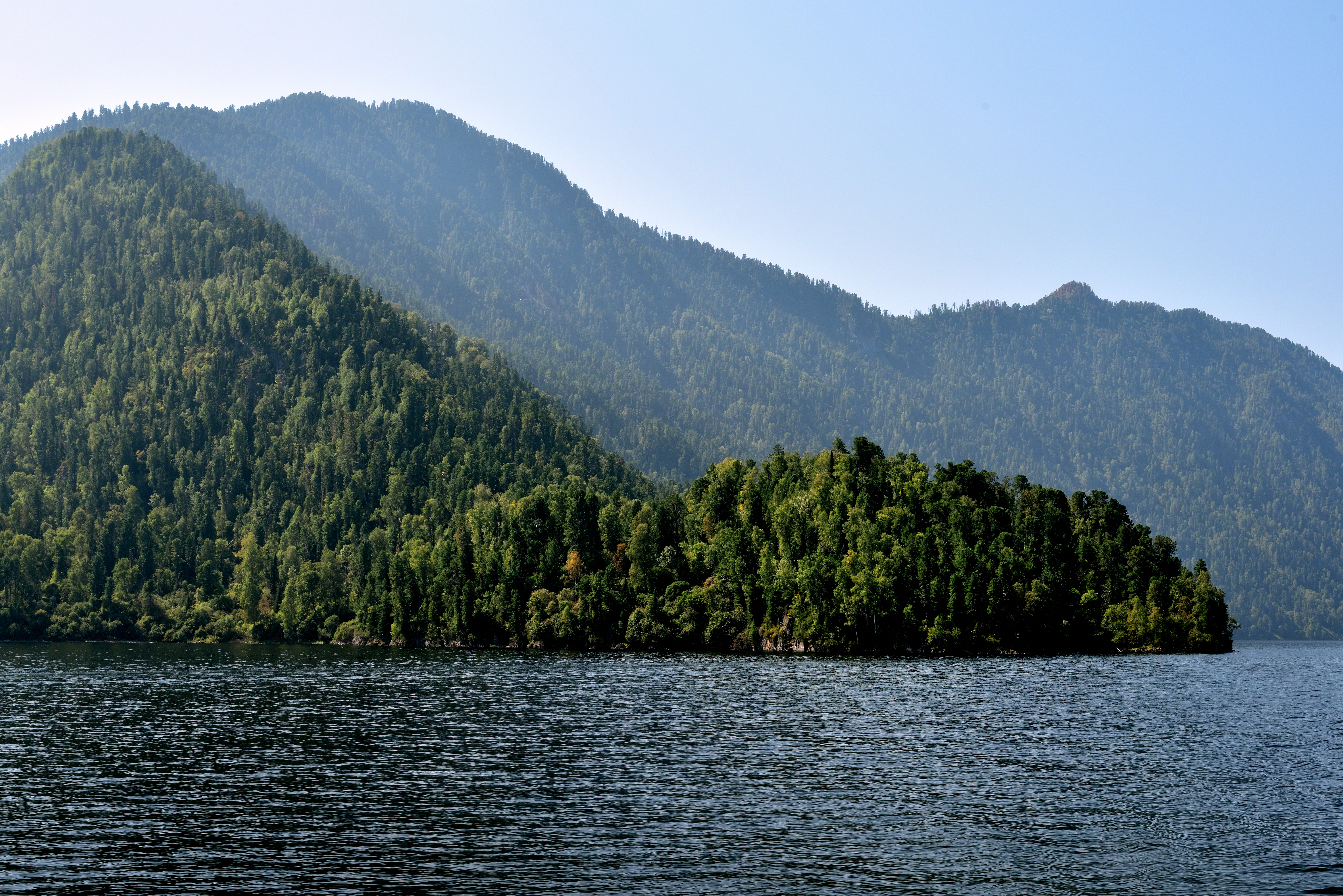
Северный берег в районе мыса Янгыскочь
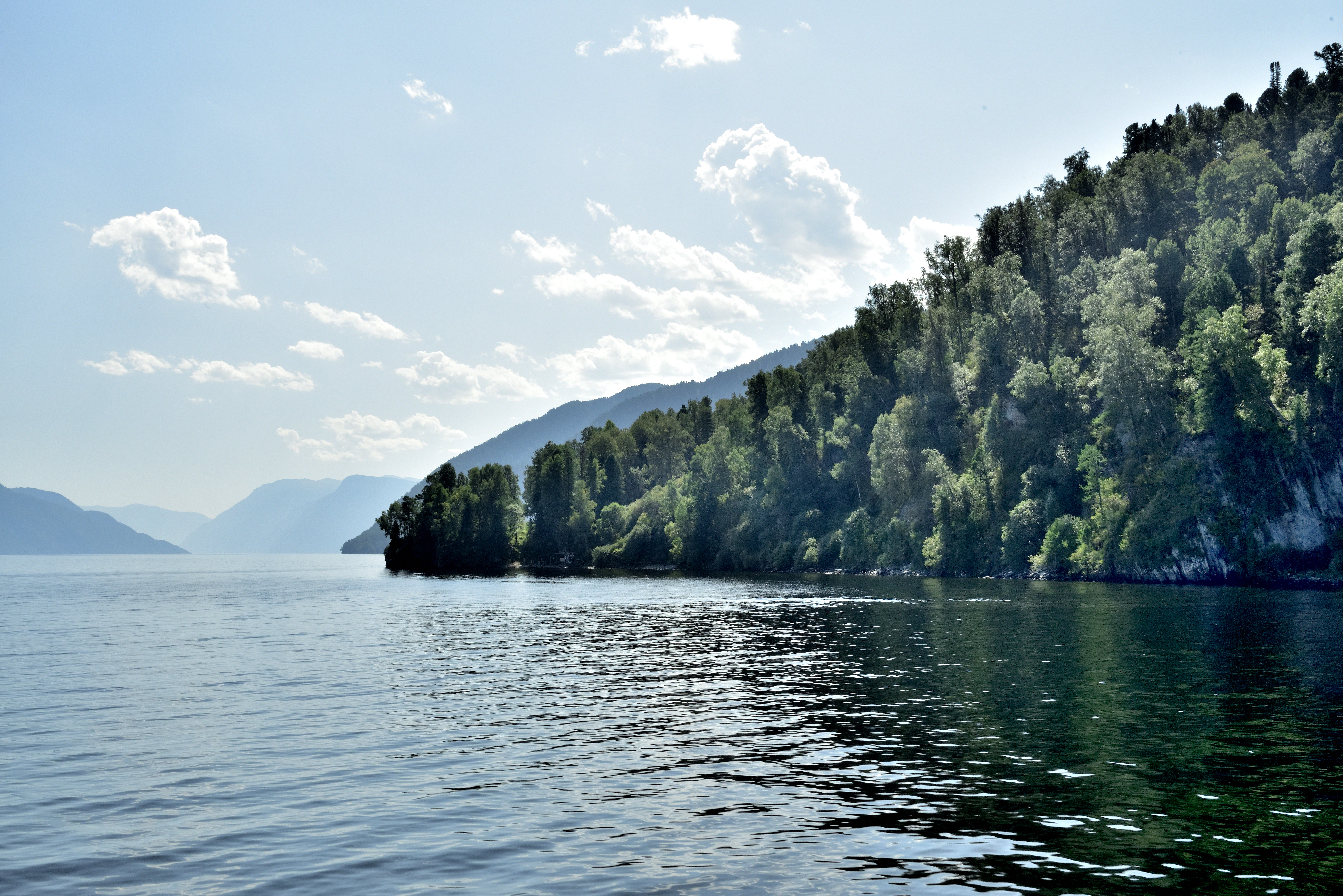
Вид от мыса Куван в северном направлении
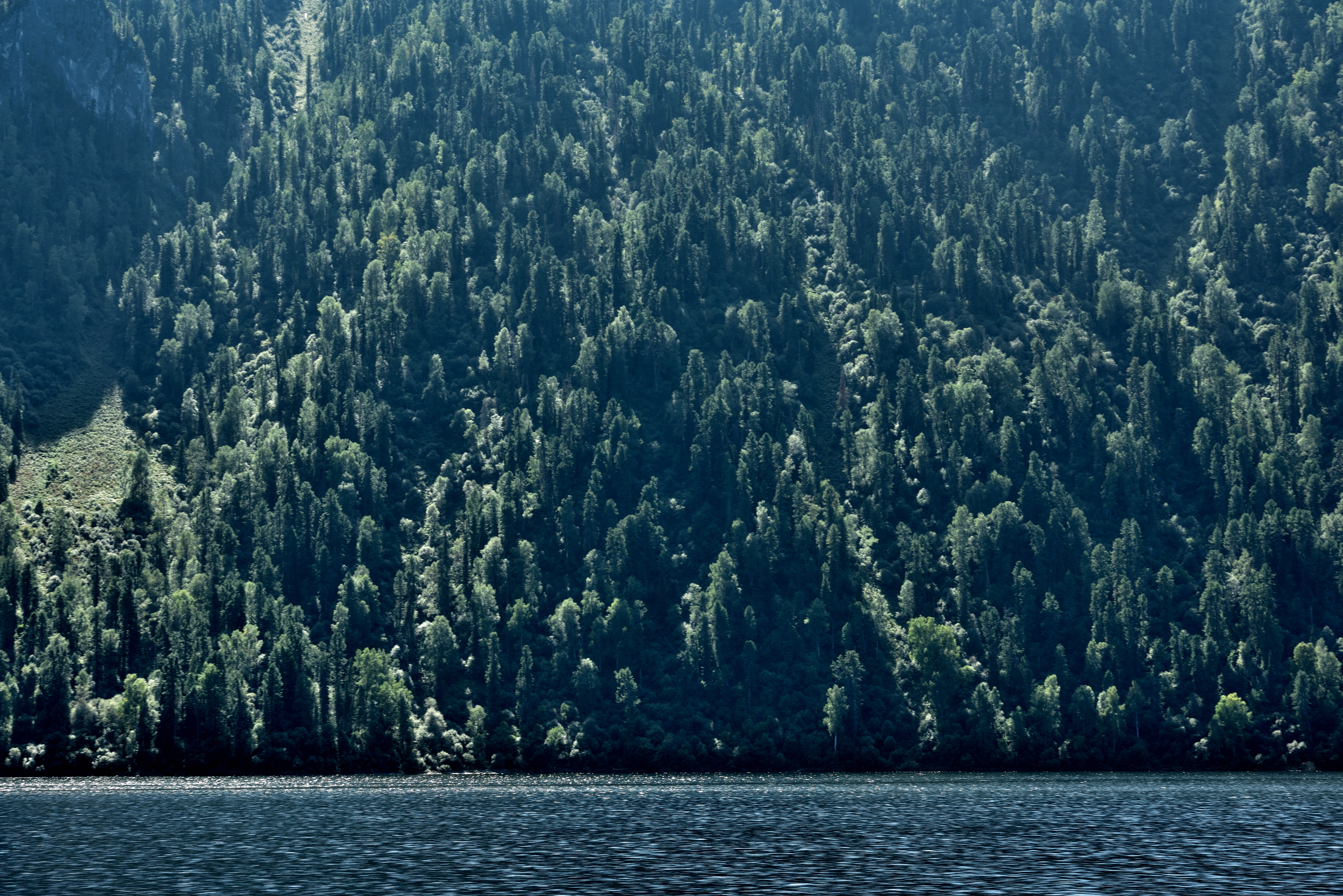
Массив тайги на северном берегу
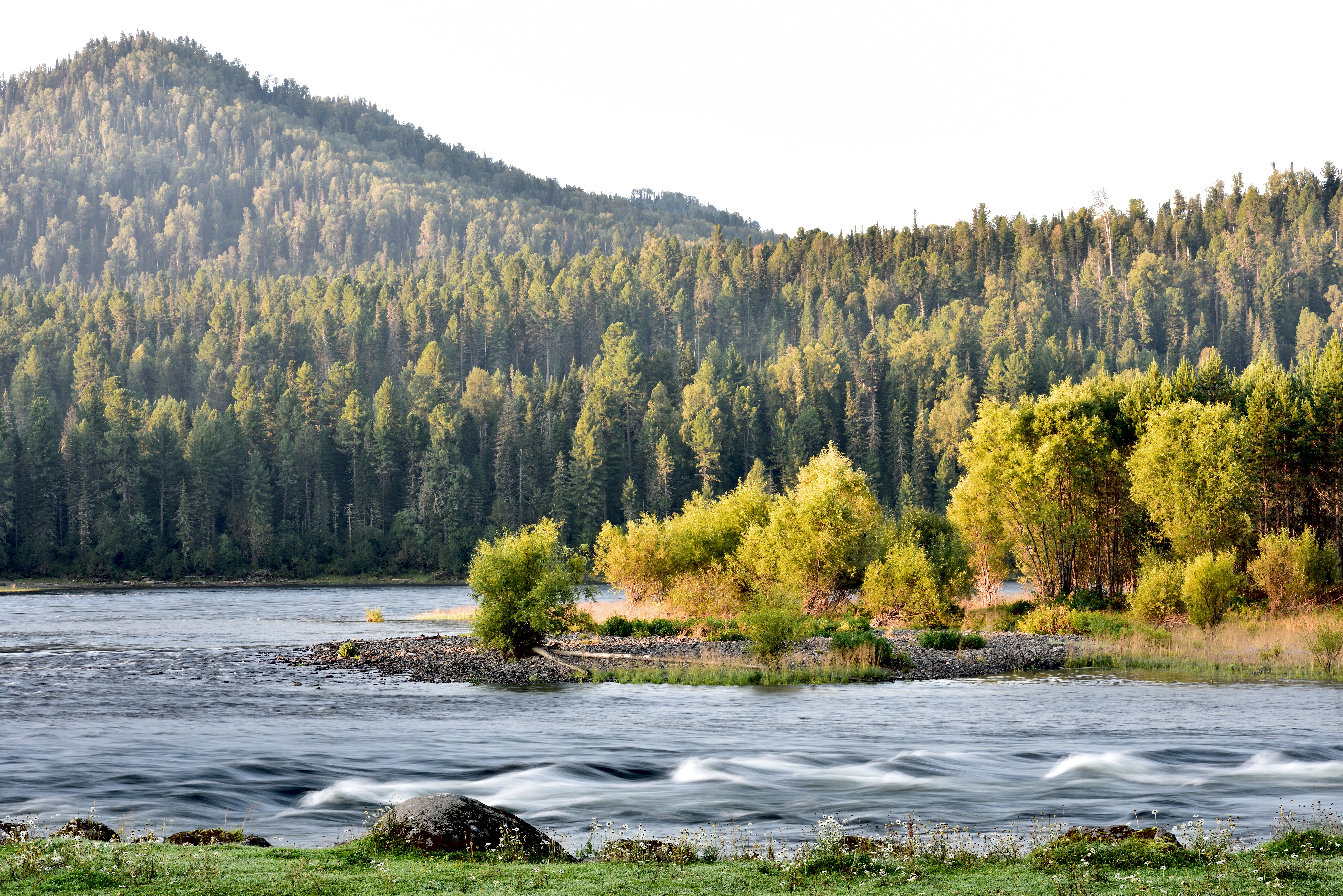
Исток Бии из Телецкого озера
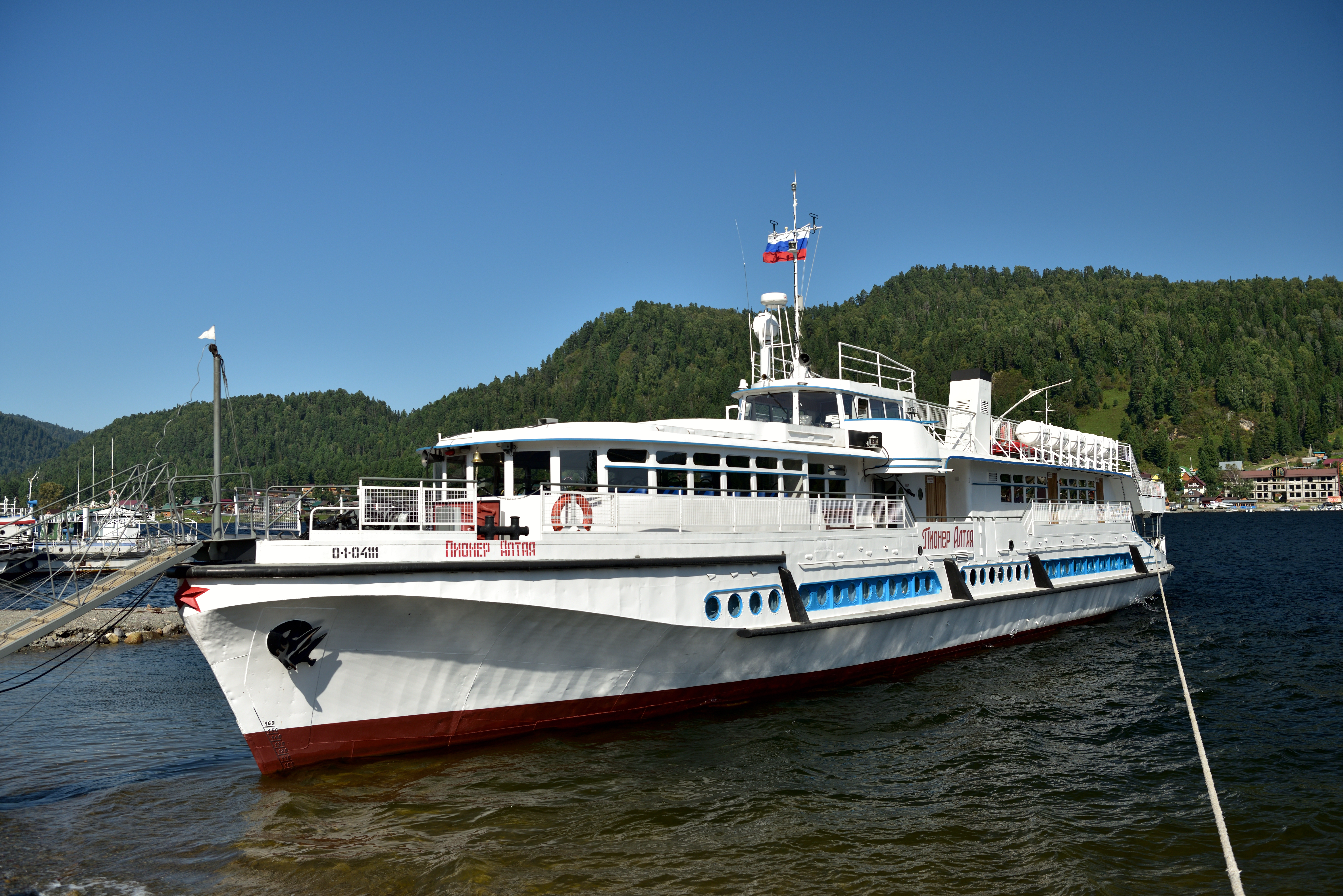
"Пионер Алтая" - ветеран туризма на Телецком озере
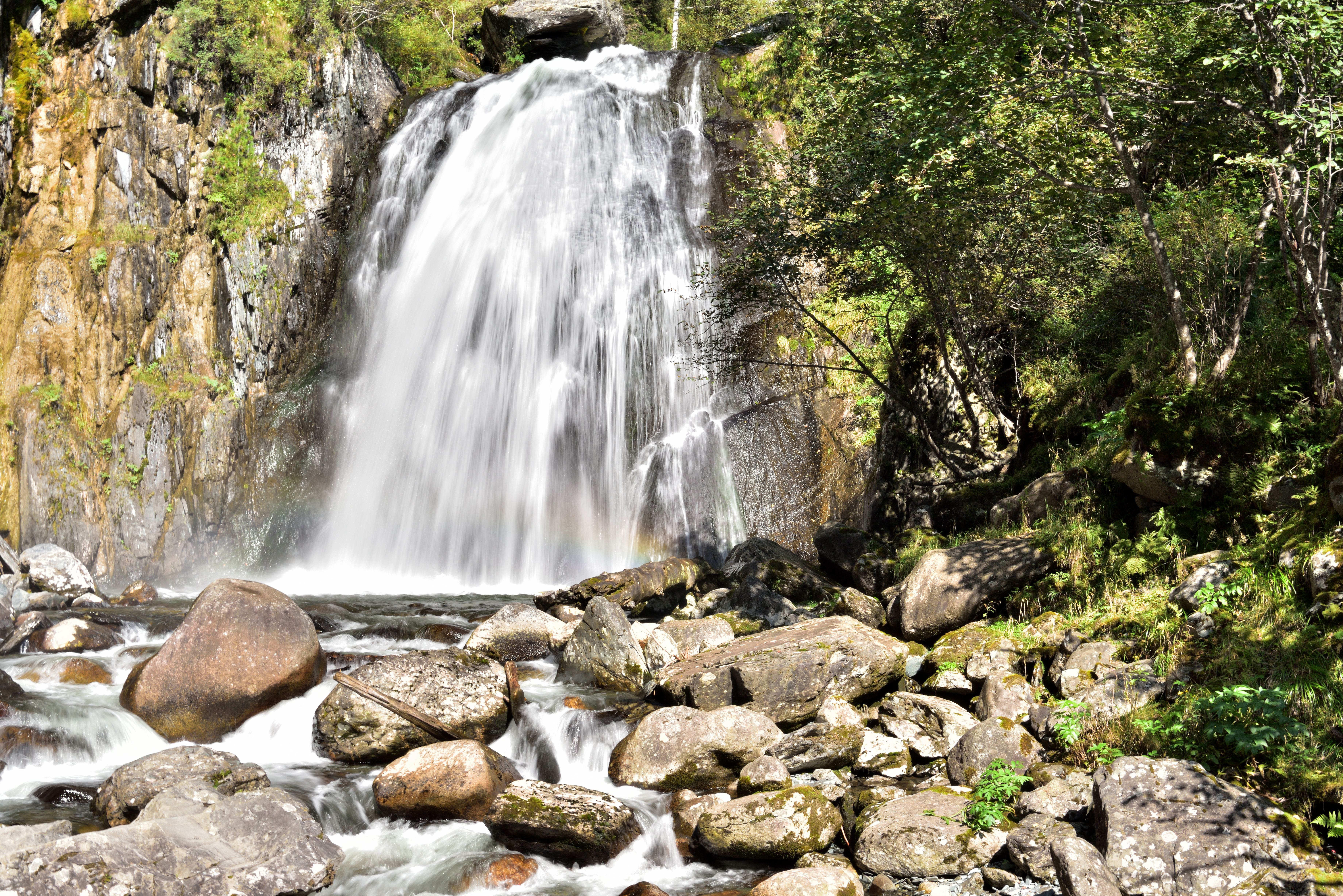
Водопад Корбу